# توکی پونا
توکی پونا (انگلیسی: Toki Pona) یک زبان ساختگی است که نخستین بار در میانه‌های سال ۲۰۰۱ معرفی شد. این زبان به وسیله سونیا لانگ که یک مترجم اهل تورنتو است ابداع شد. توکی پونا یک زبان محدود است که بر مفاهیم و عناصر ساده‌ای که کمابیش بین فرهنگ‌های گوناگون مشترکند، تکیه دارد. لانگ این زبان را برای بیان بیشترین معنا با کمترین پیچیدگی ابداع نمود. این زبان دارای ۱۴ واج و ۱۲۰ واژه ریشه‌ای است. این زبان به عنوان یک زبان فرعی بین‌المللی ایجاد نشده است، بلکه در واقع مانند بسیاری از موارد مشابه، الهام گرفته از فلسفه تائوئیستی است.
زبان توکی پونا با هدف سروشکل دادن به فرایندهای فکری کاربران آن ابداع شده است. این هدف، در کنار محدود نمودن عمدی دایره واژگان این زبان، باعث شده است که در نظر برخی افراد، این زبان به عنوان "زبان خوب", "زبان ساده" یا "گفتمان خوب" شناخته شود. واژه توکی پونا نیز در واقع به معنی "زبان ساده" است.

## مؤلف
مؤلف این زبان سانیا لانگ است که به عنوان زبان‌شناس و مترجم زبان‌های انگلیسی، فرانسوی و اسپرانتو فعالیت دارد.

## دستگاه نوشتاری

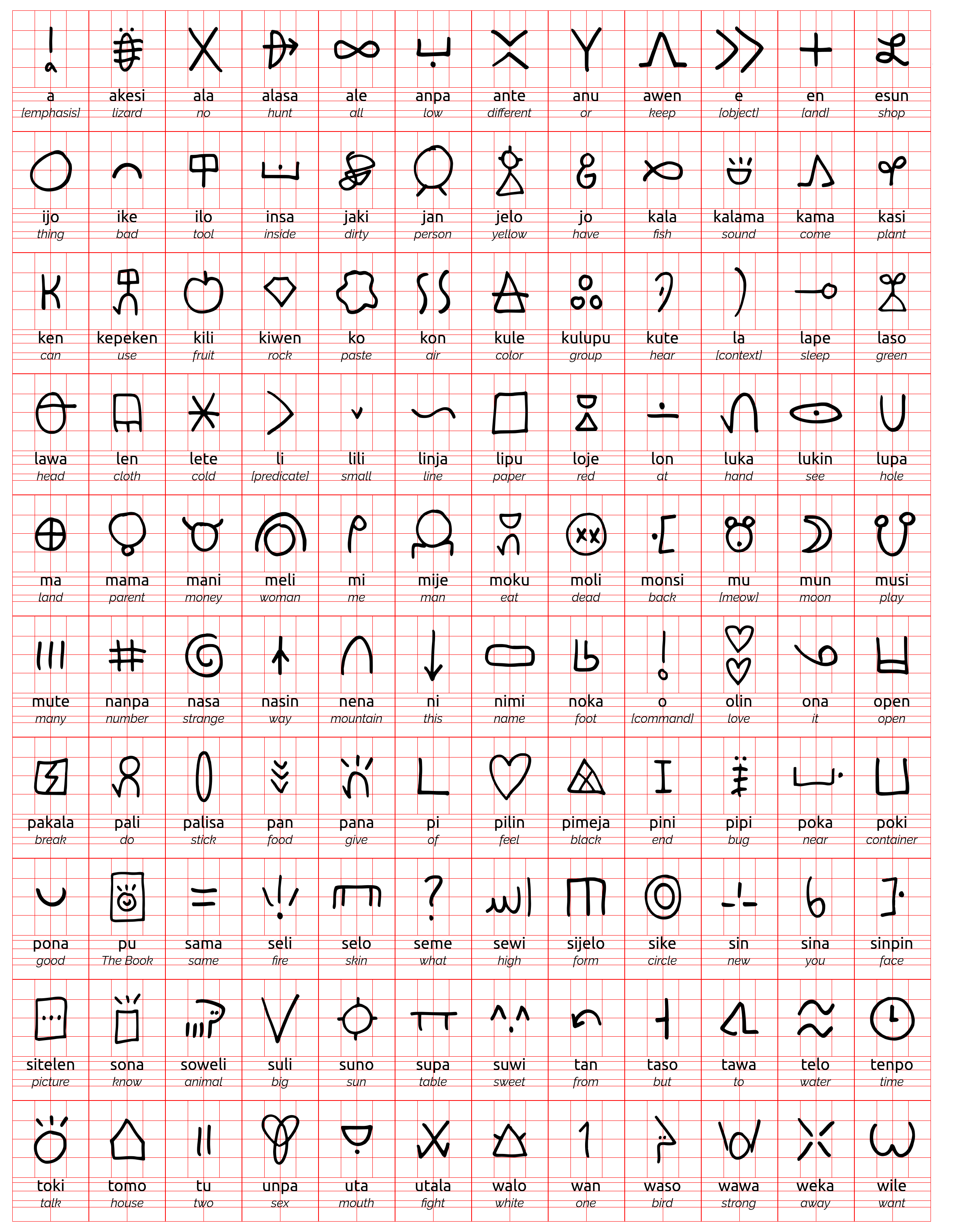
نمایه Sitelen Pona

لانگ به‌طور رسمی از الفبای لاتین برای نوشتار واژگان استفاده نموده است. تلفظ حروف همانند تلفظ به کار رفته در دستگاه IPA است: p, t, k, s, m, n, l, j, w, a, e, i, o, u؛ در اینجا تلفظ j صدای همانند تلفظ y در انگلیسی است.
تلفظ حروف صدادار نیز مشابه زبان اسپانیایی می‌باشد.
حروف بزرگ تنها برای نام افراد و مکان‌ها به کار می‌رود و در اول جمله‌ها نیز از حروف کوچک استفاده می‌شود. به این ترتیب حروف بزرگ تنها برای اسامی بیگانه به کار می‌رود و ۱۲۰ ریشه توکی پونا هیچگاه با حروف بزرگ آغاز نمی‌شوند.
سیتلن پونا (انگلیسی: Sitelen Pona) دومین سیستم نوشتاری پر استفاده برای توکی پونا پس از خط لاتین است که ساختار نوشتاری لوگوگرافی مخصوص به خود را داراست. این دستگاه نوشتاری ابتدا در سال ۲۰۱۳ طراحی شد و در سال ۲۰۱۴ توسط زبانشناس کانادایی سونیا لانگ، خالق این زبان منتشر شد.

## فنولوژی و فنوتاکتیک

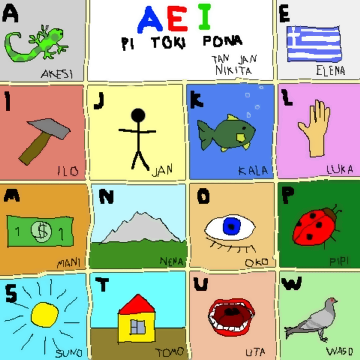
نمایه تلفظ

توکی پونا دارای ۹ حرف صامت (p, t, k, s, m, n, l, j, w) و پنج مصوت (a, e, i, o, u) است. در هنگام تلفظ، تکیه همواره بر سیلاب نخست است. مصوت بلند، دسته‌های صامت و آهنگ (تون) در این زبان وجود ندارد.

## ساختار جمله
برخی ویژگی‌های پایه‌ای ساختار جمله‌ای «فاعل-فعل-مسند»:
- کلمه li فاعل را از مسند جدا می‌کند؛
- e پیش از مفعول مستقیم میاید؛
- در مسند، مفعول مستقیم پیش از عبارت‌های قیدی بیان می‌شود؛
- la افعال مرکب یا بندها را از جمله اصلی جدا می‌کند.

## ضمیرها
ضمیر mi (اول شخص), sina (دوم شخص) و ona (سوم شخص). کاربرد ضمیرها برای حالات جمع و مفرد یکسان است. هر چند گاهی از ضمیر mi mute برای اشاره به "ما", sina mute برای اشاره به "شماً و ona mute برای اشاره به "آنهاً استفاده می‌شود.

## واژگان
۱۲۰ واژه این زبان با پایه اصل «زندگی ساده» به دور از پیچیدگی‌های زندگی مدرن تدوین شده است.
به دلیل تعداد بسیار اندک واژه‌های ریشه‌ای در زبان توکی پونا، واژه‌هایی که از زبان‌های دیگر ترجمه می‌شوند اغلب به وسیله دو یا چند ریشه توکی پونایی بیان می‌شوند. برای نمونه، واژه «آموختن» به صورت pana e sona (دادن دانش) ترجمه می‌شود. هرچند اغلب گفته می‌شود که توکی پونا دارای ۱۱۵، ۱۱۸ یا ۱۲۰ واژه است، اما در واقع این مسئله درست نیست زیرا تعداد بیشماری واژه و عبارت مرکب در این زبان وجود دارد.

بسیاری از رنگ‌ها با عبارات توصیفی بیان می‌شوند

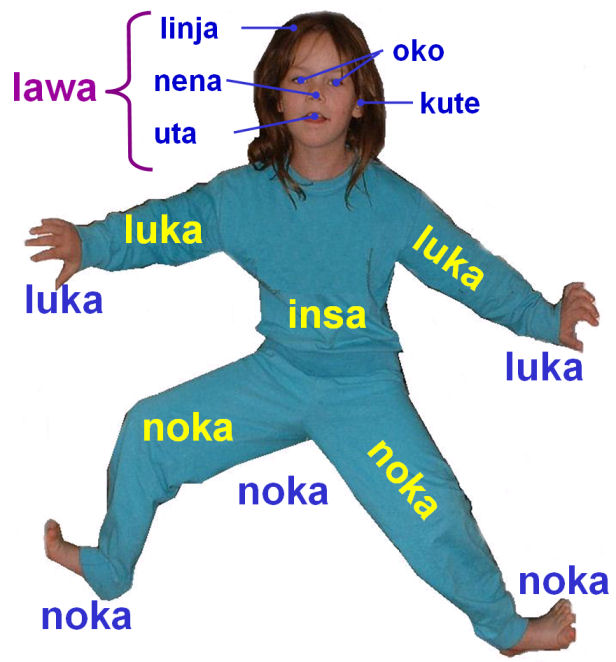
نام بخش‌های بدن

### رنگ‌ها
زبان توکی پونا دارای ۵ واژه ریشه‌ای برای رنگ هاست: pimeja (سیاه), walo (سفید), loje (قرمز), jelo (زرد) و laso (آبی). هر واژه نماینده چندین مفهوم است: laso به رنگ‌ها اشاره دارد. با استفاده از ترکیب رنگ‌های اصلی می‌توان رنگ‌های فرعی ایجاد کرد مانند: laso loje (بنفش), loje walo (صورتی), walo pimeja (خاکستری)

### اعداد
این زبان دارای واژه‌های ریشه‌ای برای یک (wan), دو (tu) و خیلی (mute) است. همچنین ala می‌تواند به معنای صفر باشد، اگر چه معنی تحت‌اللفظی آن «نه» و «هیچ» است.
برای اشاره به اعداد بزرگتر از عبارت‌هایی مانند tu wan برای عدد سه و tu tu برای عدد چهار استفاده می‌شود و این قاعده به همین ترتیب ادامه میابد. این مسئله زبان توکی پونایی را برای کار کردن با اعداد بزرگتر غیرکاربردی کرده است.
در اوایل معرفی این زبان از واژه luka (به معنی دست) برای اشاره به عدد پنج استفاده می‌شد، و اگرچه لانگ در آخرین نسخه ویرایش شده این زبان کاربرد آن را نهی کرده است، اما این مسئله همواره رواج دارد. از ژانویه تا ژوئیه ۲۰۰۶، کابرد luka برای اشاره به عدد پنج نزدیک به ده برابر کاربرد آن برای اشاره به دست بوده است. برای نمونه عبارت luka luka luka wan به عدد شانزده اشاره دارد.

## ریشه واژه‌ها
واژه‌های این زبان عموماً از زبان‌های انگلیسی، توک پیسین، فنلاندی، هلندی، فرانسوی، اسپرانتو، کروات و چینی وام گرفته شده‌اند.

## متن‌های ساده

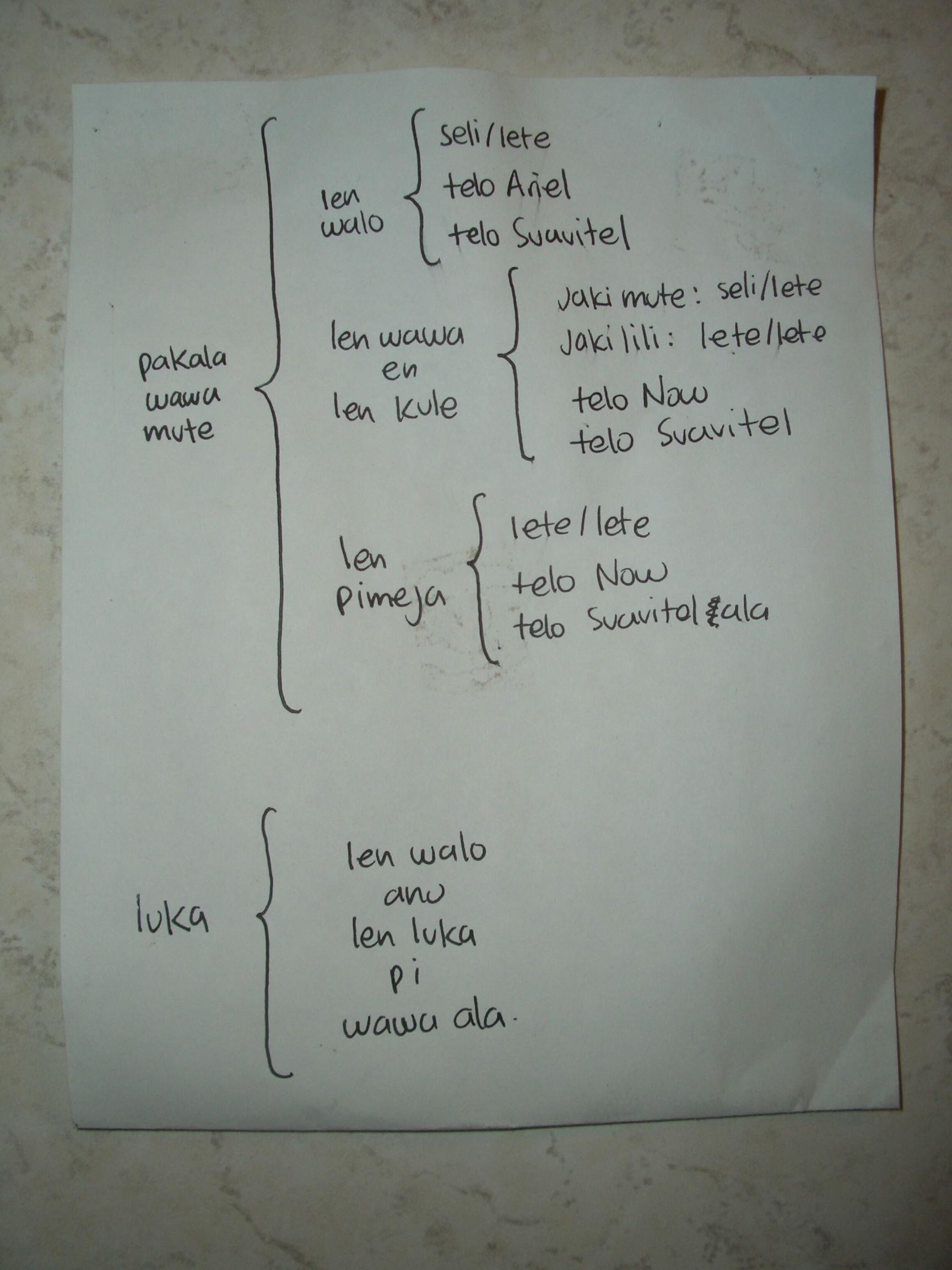
راهنمای کاربرد ماشین لباسشویی به توکی پونا